# 菜豆新梅花介
菜豆新梅花介（学名：Neocytheretta stachyosiodea）为新梅花介科新梅花介屬下的一个种。